# Jan-Olaf Immel
Jan-Olaf Immel (født 14. marts 1976 i Wiesbaden) er en tysk tidligere håndboldspiller, der spillede for flere tyske klubber i sin karriere samt for det tyske landshold. Den mere end to meter høje spiller var venstre back.

## Karriere

### Aktiv klubkarriere
Immel spillede i sin ungdom for klubben TuS Dotzheim, inden han som seniorspiller kom til SG Wallau-Massenheim. Herefter fulgte to sæsoner i TV Großwallstadt (2005–2007), to sæsoner i TSG Münster (2007–2009) og en enkelt sæson i HSG FrankfurtRheinMain (2009–2010), inden han afsluttede sin karriere med en sæson i DHC Rheinland (2010–2011).

## Landshold
Immel debuterede på det tyske landshold i 1999 og spillede i sin karriere 105 landskampe, hvor han scorede 151 mål. Han var blandt andet med til at vinde EM-guld i 2004 og VM-sølv i 2003.
Han var også med ved OL 2004 i Athen. Her gik tyskerne videre fra en tredjeplads i indledende pulje, hvorpå de besejrede Spanien i kvartfinalen efter forlænget spilletid og straffekastkonkurrence. I semifinalen blev til til en klar sejr over det russiske hold, inden det i finalen igen blev til nederlag til kroaterne, der dermed vandt guld. Russerne fik bronze.